# Пила 3
«Пила 3» (англ. Saw III) — американський фільм жахів/трилер 2006 року режисера Даррена Лінна Боусмана, третя частина кіносеріалу (Пила). У США фільм зібрав $ 80 238 724, в іншому світі $ 84 635 551, що загалом становило $ 164 874 275. Прем'єра фільму у США відбулася 26 жовтня 2006 року. Прем'єра у Україні відбулася 7 грудня 2006 року. Фільм присвячений пам'яті Грегга Гоффмана, що був продюсером перших двох частин серіалу. Грегг помер у грудні 2005 року.

## Сюжет
Фільм починається сценою, якій закінчилася «Пила 2» — детектив Ерік Метьюз намагається звільнитися від ланцюга, одягненого на його ногу. Йому вдається дістатися до свого ліхтарика і в його світлі бачить відрізану ногу доктора Гордона з першої частини. Розуміючи, що це — його єдиний вихід, він все ж не може зробити цього. Однак потім він ламає ногу кришкою від бачка унітазу, в якому в першій частині були заховані ножівки, і звільняється з ланцюга.
Офіцер Рігг кличе Кері на місце чергового злочину, де ми вперше зустрічаємо детектива Марка Гоффмана. Кері думає, що побачить в убитому Еріка, але на його місці опинився Трой, який, за словами Конструктора, не цінував привілеї, даровані йому при народженні і знову й знову повертався за ґрати. Конструктор вважає, що неволя Трою приємніше свободи і пропонує йому шанс раз і назавжди позбутися від ланцюгів. Однак цей вираз аж ніяк не фігуральний — Трой прикутий ланцюгами за різні частини тіла (шкіра на руках, ногах, ланцюг через губу тощо). Йому потрібно лише звільнитися від ланцюгів за той короткий час, поки йде відлік таймера бомби. Трой намагається звільнитися і це йому майже вдається, але він занадто довго сумнівався на початку тесту, і час його минув — він вибухає.
Кері говорить Ріггу, що Метьюз досі сниться їй в кошмарах, вона звинувачує себе в його загибелі, але Рігг намагається переконати її, що вона ні при чому. Кері зауважує невідповідність почерку вбивці почерку Пили — той завжди давав жертві можливість вижити, тоді як у Троя такої можливості не було — двері в кімнату була заварені, він би не зміг вибратися, навіть якби пройшов випробування.
У себе вдома Кері, дивлячись у дзеркало ванній, раптом помічає позаду себе Еріка Метьюза, однак тут же розуміє, що це всього лише бачення. Вона знову і знову переглядає плівку Троя, як раптом на екрані телевізора виникають перешкоди, а потім транслюється зображення з камери, встановленої в її шафі. Блискавично вона вихоплює пістолет і стріляє в двері, потім намагається взяти камеру, але в цей момент хтось в масці свині нападає на неї ззаду. Кері непритомніє.
Прокинувшись, вона бачить, що висить на ланцюгах, а до її ребер прикріплений якийсь прилад (пастка «Ангел»). Телевізор у кімнаті вмикається, і лялька Біллі говорить їй, що, як їй здається, Кері всіма своїми діями прагне до смерті, і щоб вижити, вона повинна опустити руку в посудину з кислотою і дістати ключ від приладу, інакше він розірве їй груди. З другої спроби вона робить це, знімає замок, але пристрій не відстібається. У Керрі теж не було шансу вижити — замок був лише видимістю і не кріпився до «Ангелу». Раптом вона бачить, що хтось спостерігає за нею. Через кілька секунд Кері гине.
Далі фільм знайомить нас з Лінн Денлон, хірургом. У неї складна ситуація в житті, шлюб на межі розпаду, що позначається на її роботі — вона не прагне всіма силами допомагати людям. Аманда її викрадає і привозить в лігво Джона, де він каже, що їй доведеться зіграти в гру — будь-якими засобами продовжити йому життя (у нього неоперабельна пухлина мозку), поки ще один випробуваний не пройде серію тестів. Якщо ж серце Джона зупиниться, то прилад, надітий на Лінн, підірве їй голову. У Джеффа теж складний період у житті — він живе заради помсти: його малолітнього сина збила машина, а водієві дали всього півроку. Кілька років Джефф уявляє собі, як зустрінеться з убивцею свого сина, він забув про дочку, ніщо інше йому не цікаво. Мета Пили — дати Джеффу зрозуміти, що життя заради помсти саморуйнівне, і він змушує вступити його в гру, обіцяючи, що у фіналі він зустрінеться віч-на-віч з людиною, яка у відповіді за втрату його дитини.
Серед його випробувань — зустріч з жінкою, Данікою Скотт, яка могла б стати свідком смерті його сина, але віддала перевагу сховатися. Вона голою поміщена в морозилку, і її обливають струмені води. Джефф може врятувати її, а може кинути вмирати. Він довго вагається, але в підсумку намагається врятувати їй життя, проте не встигає — жінка замерзає насмерть.
Другим випробуванням є зустріч з суддею, який виніс м'який вирок водієві. Суддя захлинеться в місиві із свинячих трупів, які розкладаються, що скидаються в м'ясорубку, приєднану до резервуару, де він прикутий, якщо Джефф не спалить особисті речі свого сина, які він дбайливо охороняв навіть від своєї дочки, щоб дістати ключ. Джефф встигає зробити це, дістає ключ і рятує суддю.
Тим часом Лінн робить все, щоб Джон не помер. Вона проводить операцію на його мозку, щоб послабити тиск пухлини на стінку черепа, і Джон швидко після такої операції йде на поправку. У маренні його відвідують бачення про свою дружину Джилл. Вважаючи, що розмовляє з дружиною, він тримає Лінн за руку і каже їй, що любить її. Це змушує Аманду ревнувати Джона до Лінн і налаштовує її проти останньої.
Наступна гра Джеффа — зустріч з винуватцем смерті його сина, водієм Тімоті. Він прив'язаний до пристрою, який сам Пила називає своєю гордістю — це диба. Вона почне вивертати його суглоби, голову і кінцівки, якщо Джефф не зможе дістати ключ, що висить на нитці, яка прив'язана до спускового гачка дробовика, що знаходиться в прозорому ящику. Голос на диктофоні запитує Джеффа, чи готовий він отримати кулю заради вбивці його сина? Джеффу вдається дістати ключ, не привівши до пострілу, однак він необережно відпускає нитку, і зброя все-таки стріляє. На лінії вогню знаходиться суддя, і куля влучає йому в голову. У Джеффа не вистачає часу, щоб врятувати Тімоті, і той також гине.
По дорозі, Джефф знаходить в самому початку патрон, потім порожній магазин, а в кінці сам пістолет. А тим часом Аманда проявляє все більше агресії до Лінн, і Джону доводиться неодноразово зупиняти її. Джон каже Аманді, що в шухляді столу для неї є конверт з листом, після прочитання якого у Аманди починається істерика.
Джефф проходить свої випробування, і Джон каже Аманді, щоб вона зняла прилад з шиї Лінн і відпустила її. Аманда робити це відмовляється. Джон каже, що вона підвела їх до краю прірви і, поки не пізно, краще б їй відступити. Він нагадує їй, що її ігри нечесні, що у її жертв немає шансу вижити, нагадує їй про Адама Стенгайта, померлого після подій першого фільму, і Еріка Метьюза. У відповідь Аманда розповідає Джону, що це вона задушила Адама, причому зі співчуття, а Еріка вона була змушена побити і кинути вмирати, оскільки він, звільнившись, напав на неї.
Джон знову і знову просить Аманду відпустити Лінн, але та відмовляється. Тим часом Джефф, озброєний пістолетом з одним патроном, підходить до місця подій. Він кличе Лінн, вона кидається до нього, і в цей момент Аманда стріляє в неї. Джон каже, що Аманда цим пострілом обірвала чотири життя. Джефф підхоплює Лінн на руки і стріляє в Аманду. Тепер вона приречена на смерть.
Джон нарешті відкриває Аманді справжню суть його гри — гра була не тільки для Джеффа і Лінн, але і для неї самої. Він не сказав їй, що Джефф і Лінн — чоловік і дружина, він приховав від неї їх спільну трагедію, щоб провести останнє випробування своєї невірної помічниці. Аманда вмирає, і Джон звертається до Джефа. Він каже, що той нічому не навчився, що він так само одержимий помстою, він попереджає, що його дружина скоро помре, але Джон може викликати швидку, якщо Джефф відмовиться від думки про помсту. Джон каже, що Джефф не вб'є його і пропонує останнє випробування — він може помститися Джону за все зло, що він заподіяв їм, або ж може пробачити. Джефф прощає його, але тут же болгаркою перерізає йому горло, і Джон захлинається кров'ю. З останніх сил він включає диктофон, і Джефф з жахом розуміє, що він накоїв — мало того, що його дружина помирає від активації приладу на її шиї, але ще виявляється, що тільки Джон знає, де зараз дочка Джеффа, у якої обмежений запас повітря.
Фільм закінчується криками доведеного до відчаю Джеффа.

## У ролях
- Тобін Белл — Джон Крамер / Конструктор смерті
- Шоуні Сміт — Аманда Янг
- Бахар Сумех — доктор Лінн Денлон
- Енгус МакФадьєн — Джефф
- Костас Манділор — Детектив Хоффман
- Бетсі Рассел — Джилл
- Донні Уолберг — Ерік Метьюс
- Лі Воннелл — Адам Стенгей
- Джей Лароуз — Трой

## Пастки
У фільмі представлено 7 пасток:
- Ванна кімната
- Камера з бомбою
- Янгол
- Нашийник з патронами
- Морозильна камера
- Свиняча яма
- Диба

## До початку зйомок
За початковим задумом роль детектива Еріка Метьюса повинен був виконати Донні Волберг, проте ще до початку зйомок актор відмовився від участі у фільмі через творчі розбіжності з творцями фільму.

### Сценарій
В основу сценарію був покладений сюжет Джеймса Ванна, котрий був одним з сценаристів і режисером першої частини серії. Сам же сценарій був написаний за тиждень Лі Уоннеллом.

## Зйомки
Зйомки фільму проходили в період з 8 травня 2006 по 19 червня 2006 року.

## Факти
- За словами режисера фільму Даррена Боусмана багато сюжетних поворотів засновані на повідомленнях, які були залишені на сайті www.houseofjigsaw.com
- Оскільки оригінальна декорація туалетної кімнати не збереглася, продюсери запозичили декорації у творців фільму «Дуже страшне кіно 4». Ці декорації були практично ідентичні тим, що використовувалися у фільмах Пила і Пила 2.
- У 2006 року укладенням комісії Госрегістра під № 331 фільм включений до списку заборонених до розповсюдження в Республіці Білорусь
- Під час зйомки моменту з операцією, кров на самому черепі то з'являлася, то зникала, що важко не помітити
- Фільм переробляли сім разів, щоб отримати рейтинг R
- Корбетт названа на честь подруги Лі Вонелла Корбетт Так
- У початковій версії класної кімнати Трой повинен був висіти на великих гаках, але знімальна група відмовилась від цієї ідеї. В іншій версії кільця повинні були бути просмикнути через його нігті, зуби і віки
- Спочатку пастка, в яку була поміщена Керрі, повинні була виривати її кінцівки, але пізніше ця пастка була перероблена
- Спочатку планувалося зробити жертвою для морозилки поліцейського. Коли ж було ухвалено рішення, що в морозильник буде поміщена Денікен, то з самого початку вона повинна була бути одягнена у футболку і труси
- Було знято кілька версій сцени, в якій Джефф вбиває Джона. Єдина відмінність між сценами — це зброя, за допомогою якого він здійснює свою помсту

## Кіноляпи
- Джон каже Аманді, що для неї залишена записка, власне, прочитавши яку, вона і вирішує вбити Лінн Денлон. Зміст записки розкривається в шостій частині, її написав Марк Гоффман, він знав про те, що Аманда разом з Сесілом (першою жертвою Джона) була винна у загибелі сина Джона і Джилл, і якщо вона не вб'є Лінн, Гоффман про все розповість Джону. Виникає закономірне запитання — звідки Джон міг знати про конверт, якщо його змістом Марк планував шантажувати Аманду?
- Як таймер в деяких пристроях був використаний секундомір виробництва Златоустовського годинникового заводу «Агат» (ЗЧЗ), вироблений ще в СРСР. Примітно те, що секундомір такого типу сам по собі не може керувати ніякими зовнішніми пристроями і призначений лише для візуального зняття показань.

## Режисерська версія
Існують дві режисерських версії фільму: «Saw III Unrated Edition» і «Saw III Director's Cut».

### Saw III Unrated Edition
Saw III Unrated Edition довший звичайної версії на 5 хвилин. Відмінності:
- Сцена, в якій Ерік ламає свою ногу, показана з близького ракурсу.
- До діалогу Керрі та Ріггу з приводу Еріка додано кілька пропозицій (Керрі говорить, що не може нормально спати через його зникнення).
- Коли активується пастка Керрі, демонструється вид спереду (видно її внутрішні органи).
- У морозильнику додані сцени, в яких Джефф стукає у двері, намагаючись вибратися.
- Коли «диба» активується, ноги і руки Тімоті демонструються більше часу. Також під час цієї сцени грає музика, яка була відсутня у звичайній версії фільму.
- Трохи змінена сцена бійки Еріка і Аманди (наприклад, показано, що Аманда чула, як Ерік кличе Деніела, що її турбує).
- В кінці фільму показується знівечена голова Лінн, після чого фільм закінчується.

### Saw III Director's Cut
Saw III Director's Cut довший звичайної версії на 13 хвилин. Відмінності:
- Додана сцена бійки Аманди і Лінн.
- Додано сцена, яка розкриває, що Аманда бачила кошмари з приводу Адама. Після цього вона вирішила вбити його, щоб позбавити від болісної смерті. Також з цієї сцени стає зрозуміло, що Пила чудово знав про те, що Аманда зробила це.
- У кінцівці, Джон не встигає включити диктофон. Замість цього його підбирає Джефф, потім сідає біля тіла Лінн і включає плівку. Після цього він кричить і починаються титри.
- Остання плівка майже ідентична тій, яка звучала в попередніх версіях. Винятком є те, що додано кілька пропозицій, а також голос Джона спокійніший і загрозливий.

## Номінації
Премія каналу MTV 2007
- Найкращий лиходій (Тобін Белл)

Премія каналу MTV-Росія 2007
- Найкращий фільм іноземною мовою

## Технічна інформація
- Формат зображення: 1.85: 1
- Камера: Panavision Cameras and Lenses
- Формат копії: 35 mm
- Формат зйомок: 35 mm (Fuji)